# グリーンバンク望遠鏡

ロバート・バード・グリーンバンク望遠鏡

ロバート・バード・グリーンバンク望遠鏡（-ぼうえんきょう、Robert C. Byrd Green Bank Telescope, GBT）は、米国のグリーンバンク天文台が所有する世界最大の可動式の電波望遠鏡である。望遠鏡は、ウェストバージニア州グリーンバンクにある。上院議員のロバート・バード（Robert C. Byrd）を記念して命名された。

## 場所
望遠鏡は、北緯38度25分58.23秒 西経79度50分21.99秒 / 北緯38.4328417度 西経79.8394417度に位置している。この場所は、国指定のナショナル・レディオ・クワイエット・ゾーン（電波規制地域）の中心にあり、望遠鏡への電波障害を防ぐために、望遠鏡の半径16キロの地域では、携帯電話も含めた電波の発信のほか、テレビのリモコンや電子レンジなどの家電製品の使用が禁止または制限されている。

## 概要
グリーンバンク電波望遠鏡は、オフセット型のパラボラアンテナより成り、その開口面は、縦100メートル、横110メートルに及ぶ。放物面は、実際には、2004枚のパネルによって成り、それぞれのパネルが、アクチュエータによって正確な放物面を保つために微調整されている。パネルの材質はアルミニウムで、表面誤差は、0.003インチ(76.2マイクロメートル)RMS以下である。
この望遠鏡の反射面は、普通の軸対称の放物面よりなるパラボラとは異なり、軸対称の放物面の一部を切り取った形をしている（オフセットパラボラアンテナ）。これにより、放物面の焦点にある、受信装置とそれを支える構造物が、パラボラ面の視界を遮らないため、これらによる電波の散乱を防ぐことができる。
望遠鏡の運用はアメリカ国立電波天文台が行っていたが、2016年10月1日よりアメリカ国立電波天文台から分離・独立したグリーンバンク天文台が運用を行っている。

## 300フィート望遠鏡
1962年、現在のグリーンバンク望遠鏡が設置されている敷地内に300フィート望遠鏡（口径約91m）が建設された。しかし1988年11月、アンテナ支持機構の一部が突然抜け落ちたことにより300フィート望遠鏡は崩壊した。この事故で失われた大口径電波望遠鏡を再度手に入れるために建造されたのが、現在のロバート・バード・グリーンバンク望遠鏡である。